# 5432 Imakiire
5432 Imakiire este un asteroid din centura principală de asteroizi.

## Descriere
5432 Imakiire este un asteroid din centura principală de asteroizi. A fost descoperit pe 3 noiembrie 1988 la Chiyoda de Takuo Kojima. El prezintă o orbită caracterizată de o semiaxă mare de 2,62 ua, o excentricitate de 0,12 și o înclinație de 3,2° în raport cu ecliptica.